# Nova Timboteua
Nova Timboteua é um município brasileiro do estado do Pará. Localiza-se a uma latitude 01º12'28" sul e a uma longitude 47º23'33" oeste, estando a uma altitude de 51 metros. Sua população estimada em 2016 era de 14.791 habitantes.

## História
Em 1888, Serafim dos Anjos Costa requereu junto ao governo provincial área de terras onde hoje se localiza a sede municipal de Nova Timboteua. Nessa mesma época fixaram residência no lugar Afonso Roberto Pimentel e Manoel Maria. Num esforço conjunto, os pioneiros atrairam novos moradores e, em 1892 e núcleo já estava dilatado.
A Lei nº 324, de 6 de julho de 1895, reconheceu oficialmente o povoado de Timboteua. A população entrou em decadência e foi extinta, em 1906, em função da construção da Estrada de Ferro de Bragança, que passava alguns quilômetros dali.Surgiu um núcleo às margens da estrada de ferro, localidade anteriormente denominada de Tabuleta, por causa da existência de um marco da quilometragem da via férrea. Em 1915, devido ao progresso, a localidade de Tabuleta atingiu a condição de povoado. A denominação Tabuleta não perdurou, optando os moradores pela de Nova Timboteua, para diferenciar da "Velha" Timboteua.
O município de Nova Timboteua foi criado pelo Decreto Lei nº 4.505, de 30 de dezembro de 1943, com território desmembrado de Igarapé-Açu.
Os primeiros habitantes da cidade de Nova Timboteua, subiram as margens do Rio Peixe-Boi, que passa bem próximo do município e encontraram grade quantidade de timbó. Timbó é uma planta cuja raiz serve como veneno para o uso de pesca. Os habitantes utilizavam dessa técnica: quebrar bem a raiz e o suco, de cor branca serve para capturar os peixes.
Outra palavra que nos ajuda a entender o nome da cidade é Teua. Teua no dicionário tupy guarani significa: abundância. A junção de Timbó, mais Teua formou Timboteua. Já havia um povoado com o nome de Timboteua, então houve o consenso de que uma seria vila de Velha Timboteua e a outra Nova Timboteua.